# Kogelvissen
Kogelvissen (Tetraodontidae) zijn een familie van beenvissen, uit de orde der kogelvisachtigen die in tropische en subtropische wateren in de Atlantische, Indische en Grote Oceaan voorkomen. In Japan gelden ze als een lekkernij. Bij gevaar maken de vissen zich bolrond door water op te zuigen, waardoor ze een aantal malen groter worden dan normaal. Ook de verwante egelvissen, die daarnaast ook nog stekels hebben, doen dit. Enkele bekende soorten zijn Fugu rubripes en Tetraodon nigroviridis.

## Gif
De kogelvis is erg giftig door de aanwezigheid van tetrodotoxine, een verlammend neurotoxine. De vis ontleent dit vergif aan een symbiotische bacterie en accumuleert het in een aantal organen en in de huid. Om die reden is de handel in en het serveren van kogelvis in Nederland bij wet verboden. Het eten van kogelvis is in Japan nog steeds populair. Het eten van fugu, zoals het gerecht heet, wordt er als een statussymbool gezien. De vis zelf draagt de status een delicatesse te zijn.
Japanse koks die fugu willen bereiden dienen jaarlijks een door de overheid verplicht examen met succes te hebben afgelegd om dit veilig en legaal te kunnen doen. Ondanks de strenge regelgeving komen in Japan jaarlijks nog tientallen mensen om het leven na het eten van fugu. De kogelvis wordt tegenwoordig ook industrieel gekweekt, waarbij wordt voorkomen dat de vissen giftige stoffen opbouwen en dus veilig kunnen worden gegeten.
In Haïti was het gif van de kogelvis (samen met de giftige daturaplant en de giftige paddensoort rhinella marina) een van de gifstoffen van het poeder dat werd gebruikt om mensen tot zombies te maken. Deze praktijk werd beschreven in het boek uit 1985 van een Canadese wetenschapper. Dit boek "The Serpent and the Rainbow" werd later een Hollywoodfilm.

## Genoom
Deze vissen bezitten het kleinste bekende genoom van enig gewerveld dier doordat introns en niet-coderende gedeelten van het DNA nagenoeg ontbreken. De genen die ze hebben zijn wel homoloog (ortholoog) aan die van andere vissen. Doordat hun genoom dus zeer compact is, kan het relatief snel en goedkoop worden geanalyseerd - iedere gevonden sequentie maakt deel uit van een gen. Het genoom van twee soorten (Fugu rubripes en Tetraodon nigroviridis) is volledig in kaart gebracht.

## Onderfamilies en geslachten
- Onderfamilie Canthigasterinae[1]
  - Canthigaster Swainson, 1839
- Onderfamilie Tetraodontinae[1]
  - Amblyrhynchotes Troschel, 1856
  - Arothron Müller, 1841
  - Auriglobus Kottelat, 1999
  - Carinotetraodon Benl, 1957
  - Chelonodon Müller, 1841
  - Chonerhinos Bleeker, 1854
  - Colomesus Gill, 1884
  - Contusus Whitley, 1947
  - Ephippion Bibron in Duméril, 1855
  - Feroxodon Su, Hardy and Tyler, 1986
  - Fugu[2]
  - Gastrophysus[2]
  - Guentheridia Gilbert and Starks, 1904
  - Javichthys Hardy, 1985
  - Lagocephalus Swainson, 1839
  - Leiodon[2]
  - Liosaccus Günther, 1870
  - Marilyna Hardy, 1982
  - Monotrerus[2]
  - Monotrete[2]
  - Omegophora Whitley, 1934
  - Ovum[2]
  - Pelagocephalus Tyler and Paxton, 1979
  - Polyspina Hardy, 1983
  - Proodus[2]
  - Reicheltia Hardy, 1982
  - Sphoeroides Anonymous [Lacepède], 1798
  - Takifugu Abe, 1949
  - Tetractenos Hardy, 1983
  - Tetraodon Linnaeus, 1758
  - Torquigener Whitley, 1930
  - Tylerius Hardy, 1984

## Galerij

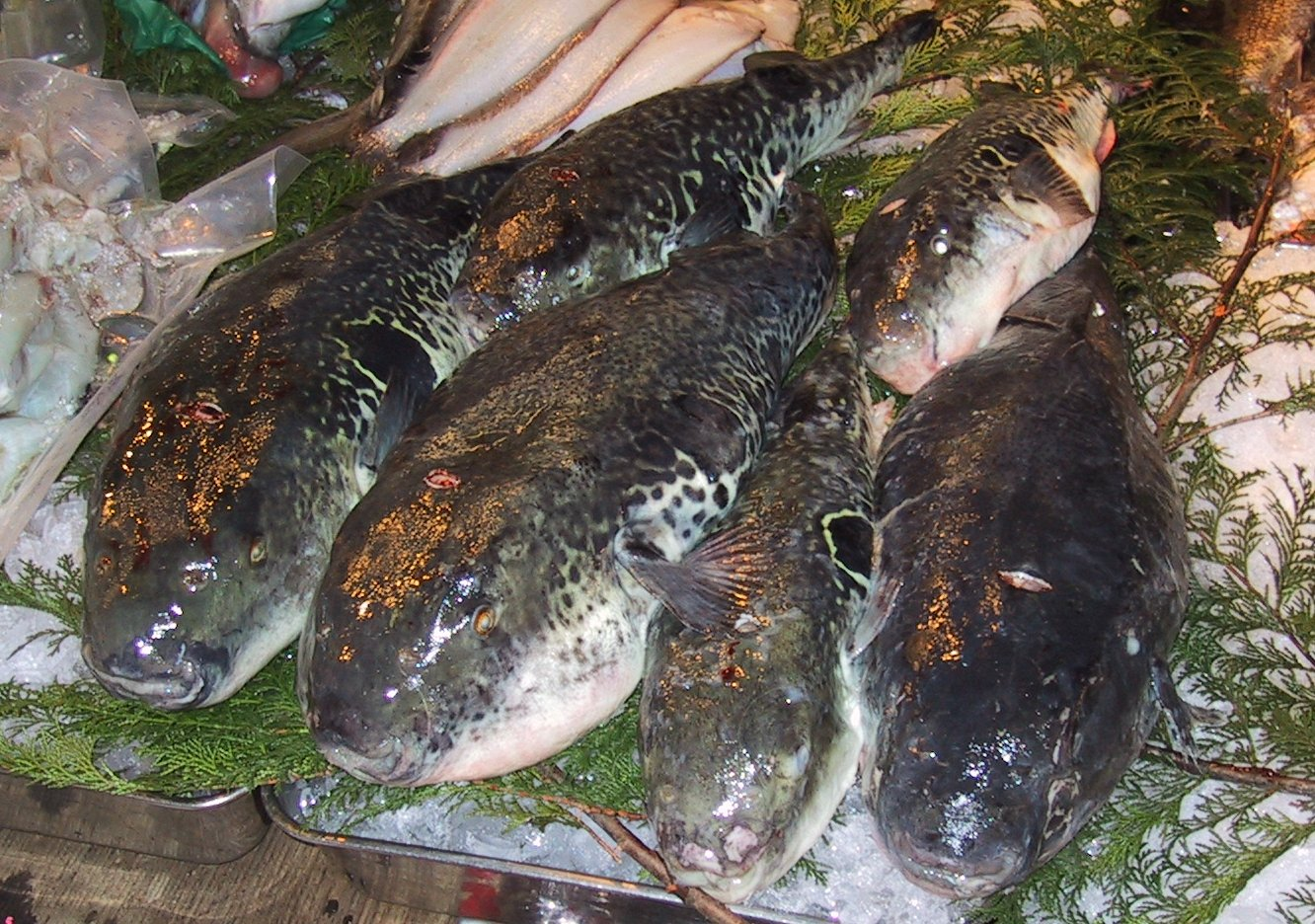
Takifugu rubripes te koop op de Tsukiji vismarkt in Tokio
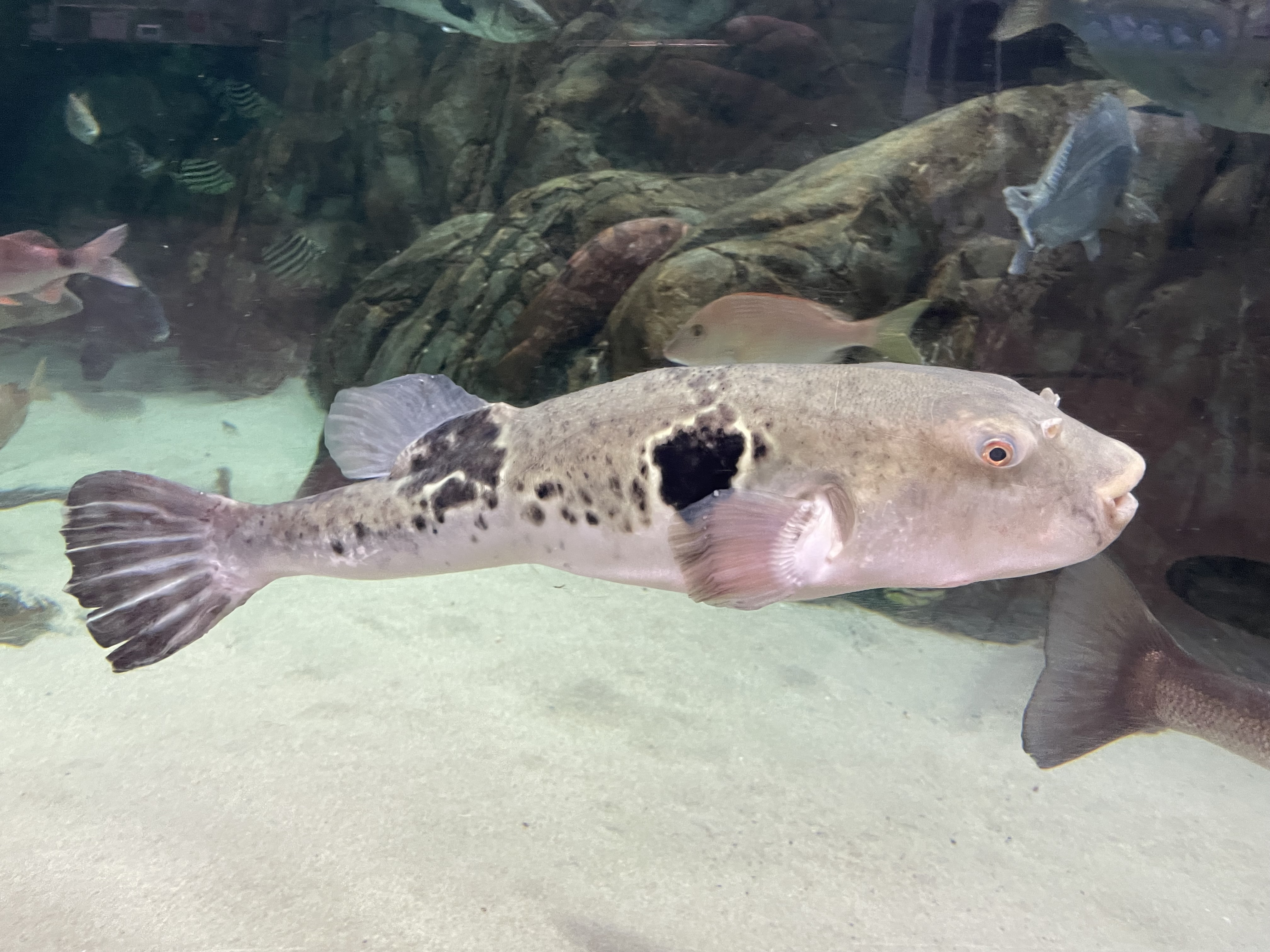
Takifugu rubripes in Shimane Aquarium in Japan